# Любушин, Михаил Михайлович
Михаил Михайлович Любушин (род. 24 июля 1983, Москва) — российский хоккеист, защитник. Мастер спорта России международного класса.

## Биография
Воспитанник спортивной школы «Спартак» Москва. В чемпионате России играл за команды «Крылья Советов» Москва (2000/01 — 2002/03), «Динамо» Москва (2003/04), «Химик» Воскресенск (2004/05), «Северсталь» Череповец (2005/06), «Авангард» Омск (2005/06 — 2007/08). В КХЛ выступал за «Авангард» (2008/09), «Торпедо» НН (2008/09 — 2009/10), «Металлург» Магнитогорск (2010/11).
В конце мая 2011 года перешёл в «Амур», но уже в начале сентября покинул клуб из-за отсутствия взаимопонимания с главным тренером Ханну Йортиккой. В сезоне 2011/12 нигде не выступал, следующий сезон начал в клубе ВХЛ ТХК Тверь, но в ноябре 2012 года в возрасте 29 лет принял решение завершить карьеру из-за травмы колена.
Чемпион мира среди молодёжных команд 2003 года.
Окончил МГАФК по специальности «Физическая культура и спорт» (2003), стал работать детским тренером.